# Willow (film)
Willow è un film fantastico con elementi dark fantasy statunitense del 1988 diretto da Ron Howard, ideato da George Lucas e scritto da Bob Dolman.

## Trama
Una profezia annuncia la sconfitta della crudele strega-regina Bavmorda da parte di una neonata: per impedire il compimento della profezia, la malvagia sovrana ordina l'imprigionamento di tutte le donne incinte nel suo regno, Nockmaar. La bambina predestinata, Elora Danan, viene alla luce e sua madre convince la nutrice Ethna a portarla in salvo. Bavmorda condanna a morte la donna e manda i suoi feroci segugi contro la balia che, poco prima di essere uccisa, riesce a mandare la neonata alla deriva su una zattera d'erba. La regina invia quindi sua figlia Sorsha ed un esercito, guidato dal generale Kael, alla ricerca della piccola.
Ad una certa distanza lungo il fiume, un villaggio di nelwyn (nani) si prepara per una fiera. La bambina viene trovata dai figli del contadino ed aspirante stregone Willow Ufgood, la sua famiglia la accoglie e comincia ad amarla. Alla fiera irrompe un segugio di Bavmorda che attacca tutte le culle che trova, ma viene ucciso da alcuni guerrieri. Willow presenta la bambina al capovillaggio, il Saggio Aldwin, come probabile motivo per l'apparizione del segugio (infatti la presenza di un daikini, un umano di normali dimensioni, viene visto come presagio di sventura): quest'ultimo ordina che la piccola debba tornare da una famiglia sua simile, così Willow e un gruppo di volontari partono per riconsegnarla.
Ad un bivio, il gruppo incontra il mercenario Madmartigan, immurato in una gabbia sospesa, che si offre di prendere in custodia la bambina in cambio della sua libertà. La maggior parte dei nelwyn è d'accordo, ma Willow ed il suo amico Meegosh rifiutano, allora gli altri li abbandonano e tornano a casa. Dopo aver incontrato il vecchio compagno di Madmartigan, Airk, il quale è in viaggio con un esercito per attaccare Bavmorda, Willow cede e accetta i termini di Madmartigan. Sulla strada di casa, Willow e Meegosh scoprono che alcuni folletti hanno rapito la bambina e li inseguono: vengono catturati dalle creature, ma la fata Cherlindrea li libera e spiega che la piccola è Elora Danan, la futura principessa di Tir Asleen (il più grande di tutti i regni di Andowyne, dove un re giusto e la sua regina la adotteranno), poi dà a Willow una bacchetta magica e lo manda a trovare Fin Raziel, un'anziana fattucchiera che è stata esiliata su un'isola da Bavmorda.
Willow chiede a Meegosh di tornare a casa e continua il viaggio con due folletti, Rool e Franjean. Lungo la strada, in una locanda, Willow incontra di nuovo Madmartigan che si nasconde da Llug, il marito della sua amante, travestendosi da donna. Sopraggiunge l'esercito di Sorsha e Kael, e la prima fa uscire allo scoperto Madmartigan, che si era finto la madre della bambina. Llug, che aveva approcciato Madmartigan, appresa la sua reale identità inizia una rissa, e nella confusione Willow e Madmartigan approfittano per fuggire con Elora Danan. Madmartigan conduce con riluttanza Willow al lago dove vive Raziel, dove poco dopo vengono catturati da Sorsha insieme alla fattucchiera, che era stata trasformata in un topo muschiato da Bavmorda, ed a Madmartigan, costretto a rivelare il luogo dove si trovavano.
All'accampamento, Willow cerca di restituirle il suo aspetto con la bacchetta, ma per errore la trasforma in un corvo. Rool e Franjean colpiscono accidentalmente Madmartigan con la polvere spezza-cuori: mentre cerca di portare via Elora Danan dalla camera di Sorsha, Madmartigan sveglia quest'ultima e le dichiara amore eterno, destando il suo stupore. Il gruppo di Willow fugge e trova Airk con gli uomini rimanenti del suo esercito, dopo che Bavmorda li aveva sconfitti. Quando ricompare l'esercito di Nockmaar, Madmartigan prende in ostaggio Sorsha e fuggono ancora una volta, sebbene la donna riesca a liberarsi.
Il gruppo di Willow arriva al castello di Tir Asleen, solo per trovarlo incantato e invaso dai troll. Arrivato l'esercito di Kael, Madmartigan e Willow tentano di respingerli. Sorsha, rendendosi conto di essersi innamorata di Madmartigan, il quale è innamorato per davvero di lei, decide di passare dalla loro parte. Willow trasforma accidentalmente un troll in un mostro sputafuoco, l'Eborsisk, mentre nel caos che ne consegue Kael cattura Elora Danan e la porta da Bavmorda. La regina ordina la preparazione di un rito per eliminare la bambina.
L'esercito di Airk arriva e il gruppo di Willow si unisce a loro, ma Bavmorda lancia un incantesimo per trasformarli tutti in maiali. Willow usa la bacchetta per proteggersi prima di riportare finalmente Raziel alla sua forma umana dopo vari tentativi, poi spezza l'incantesimo di Bavmorda sull'esercito e si fanno strada nel castello con l'inganno. Kael uccide Airk, ma Madmartigan vendica l'amico uccidendo il generale mentre Willow, Sorsha e Raziel affrontano Bavmorda nella torre allestita per il rito. Dopo una lotta estenuante, quest'ultima mette al tappeto Raziel e Sorsha. Tramite l'illusionismo, Willow fa credere a Bavmorda di aver teletrasportato Elora Danan altrove. La regina lo attacca, ma accidentalmente versa parte del suo sangue sull'altare del rito, bandendo se stessa dal mondo per sempre.
Willow riceve in dono un libro di magia da Raziel per aiutarlo a diventare uno stregone, dopodiché torna trionfante al suo villaggio. Madmartigan e Sorsha adottano Elora Danan, futura imperatrice di tutta Andowyne, e vanno a vivere con lei nella restaurata Tir Asleen, di cui diventano i nuovi regnanti.

## Personaggi
- Willow Ufgood, interpretato da Warwick Davis e doppiato da Gaetano Varcasia.
Coraggioso e onesto contadino nelwyn, aspira a diventare stregone ma per poca fiducia in se stesso crede di non averne le capacità. Riceve l'incarico di portare la neonata Elora Danan (trovata e nascosta dalla sua famiglia) presso la sua gente. Dapprima seguito da alcuni suoi simili, trova in seguito un valido alleato nel pur non completamente affidabile guerriero Madmartigan che lo aiuterà a portare a termine il suo compito.
- Madmartigan, interpretato da Val Kilmer e doppiato da Massimo Lodolo.
È dapprima un semplice e incallito ladruncolo, seppur molto abile come spadaccino; dopo aver inizialmente ingannato Willow (facendosi affidare Elora Danan solo per farsi liberare da una gabbia in cui era stato rinchiuso), ne diventa amico sincero e validissimo aiuto nella missione da lui intrapresa. Durante il viaggio s'innamora della figlia di Bavmorda, Sorsha, ed entrambi si schiereranno contro la perfida regina. Alla fine Madmartigan sposa Sorsha, diventando il nuovo Re e il padre adottivo della piccola Elora Danan.
- Sorsha, interpretata da Joanne Whalley e doppiata da Roberta Paladini.
La figlia della malvagia Regina Bavmorda e comandante in seconda delle sue truppe; sulle tracce della piccola Elora Danan per ordine della madre, desisterà più volte dall'infierire sui suoi nemici perché innamorata di Madmartigan, per amore del quale si schiera infine contro Bavmorda. Diventerà regina e madre adottiva di Elora Danan.
- Fin Raziel, interpretata da Patricia Hayes e doppiata da Isa Bellini.
Potente strega buona, è stata trasformata in un topo muschiato da Bavmorda, anni prima, in quanto era l'unica in grado di opporsi alla sua magia. Nonostante i goffi tentativi di Willow di restituirle la sua forma umana, che finiscono in genere con clamorosi insuccessi, Raziel lo aiuterà a proteggere Elora Danan e a sconfiggere Bavmorda.
- Airk Thaughbaer, interpretato da Gavan O'Herlihy e doppiato da Luciano Roffi.
È il generale dell'esercito di Galladoorn, l'ultimo regno libero che sembra rimasto ad opporsi a Bavmorda e a Nockmaar. Ex amico e compagno d'armi di Madmartigan, ruppe con questi perché si rifiutò di servire Galladoorn insieme a lui preferendo una vita di vagabondaggi ed espedienti. Inizialmente si rifiuta di aiutare Willow e i suoi compagni non credendo alla recuperabilità di Madmartigan, ma poi rendendosi conto della sincera redenzione del vecchio amico lo sostiene col suo esercito fino a dare la vita.
- Generale Kael, interpretato da Pat Roach e doppiato da Sergio Rossi.
Famigerato generale di Bavmorda, noto per la crudeltà con cui esegue i suoi ordini. Dotato di enorme forza bruta e caratterizzato da un elmo con celata a forma di teschio. Ucciderà Airk in battaglia per poi essere sconfitto da Madmartigan dopo un estenuante duello.
- Rool, interpretato da Kevin Pollak e doppiato da Carlo Reali, e Franjean, interpretato da Rick Overton e doppiato da Marco Bresciani.
Sono due folletti che aiutano Willow nella sua impresa su ordine della regina Cherlindrea. Tronfi e sfrontati, i due credono inizialmente di avere un ruolo leader nel gruppo ma si rivelano più propensi a creare guai, tuttavia si dimostrano leali e coraggiosi quando il momento lo richiede. Inizialmente diffidenti e irriverenti con Willow e Madmartigan, nel corso della storia diventano amici fedeli e inseparabili.
- Regina Bavmorda, interpretata da Jean Marsh e doppiata da Gabriella Genta.
Malvagia regina di Nockmaar, potentissima strega e madre di Sorsha che ha creato un regno di terrore grazie alla sua magia e alla potenza del suo esercito. Dà insistentemente la caccia a Elora Danan perché secondo una profezia la bimba, marchiata da un misterioso simbolo, sarà la causa della sua sconfitta.

## Produzione

### Sviluppo
George Lucas concepì l'idea per il film (originariamente intitolato Munchkins) nel 1972. Simile nell'intento a Guerre stellari, creò «una serie di situazioni mitologiche ben note per un pubblico giovane». Durante la produzione de Il ritorno dello Jedi nel 1982, Lucas si avvicinò a Warwick Davis, già interprete dell'ewok Wicket Warrick, per proporgli la parte di Willow Ufgood, ma passarono cinque anni prima che fosse effettivamente scelto per il ruolo. Lucas pensò che «sarebbe stato fantastico usare una piccola persona in un ruolo da protagonista. Molti dei miei film parlano di un piccoletto contro il sistema, e questa era solo un'interpretazione più letterale di quell'idea».
Lucas spiegò di aver dovuto aspettare fino alla metà degli anni '80 per realizzare il film, poiché la tecnologia degli effetti visivi divenne finalmente abbastanza avanzata per realizzare la sua visione. Contemporaneamente, l'attore e regista Ron Howard stava cercando di fare un film fantasy, e si trovava alla Industrial Light & Magic durante la fase di post-produzione di Cocoon quando venne contattato per la prima volta da Lucas per dirigere Willow. In precedenza aveva recitato in American Graffiti di Lucas, e quest'ultimo sentiva che lui e Howard condividevano una simbiosi simile a quella di cui godeva con Steven Spielberg. Howard scelse Bob Dolman per scrivere la sceneggiatura basata sulla storia ideata da Lucas. Dolman aveva lavorato con lui in un episodio pilota del 1983 chiamato Little Shots che però non aveva portato alla realizzazione di una serie, e Lucas ammirava il lavoro di Dolman nella sitcom WKRP in Cincinnati.
Dolman s'incontrò con Howard e Lucas allo Skywalker Ranch per una serie di lunghe conferenze sulla storia e scrisse sette bozze della sceneggiatura tra la primavera e l'autunno del 1986. La pre-produzione iniziò alla fine del 1986. Vari importanti studi cinematografici rifiutarono l'opportunità di distribuirlo e co-finanziarlo con Lucasfilm perché ritenevano che i film di genere fantasy non avessero successo (ciò è dovuto in gran parte a film come Krull, Legend, Dragonslayer e Labyrinth). Lucas lo propose alla Metro-Goldwyn-Mayer, che era guidata da Alan Ladd Jr.. I due collaboravano fin dalla metà degli anni '70, quando Ladd, che dirigeva la 20th Century Fox, diede il via libera a Guerre stellari. Tuttavia, nel 1986, la MGM stava affrontando problemi finanziari e un grosso investimento in un film fantasy era percepito come un rischio. Ladd anticipò metà del budget di 35 milioni di dollari in cambio di diritti cinematografici e televisivi, lasciando alla Lucasfilm l'home video e i diritti televisivi a pagamento da offrire in cambio dell'altra metà. La RCA/Columbia Pictures Home Video pagò 15 milioni di dollari a Lucas in cambio dei diritti home video.
Lucas basò il personaggio del generale Kael (Pat Roach) sulla critica cinematografica Pauline Kael, un fatto che la stessa Kael non ha tralasciato nella sua recensione del film, riferendosi al personaggio come a un «omaggio a me». Allo stesso modo, il drago a due teste è stato chiamato Eborsisk in riferimento ai critici cinematografici Gene Siskel e Roger Ebert.

### Riprese
Le riprese principali sono iniziate il 2 aprile 1987 e sono terminate l'ottobre successivo. Le riprese degli interni hanno avuto luogo presso gli Elstree Studios di Hertfordshire, in Inghilterra, mentre quelle in esterna alla Cava di Dinorwic, nel Galles. Inizialmente Lucas immaginava di girare il film in modo simile a Il ritorno dello Jedi, con scene in studio a Elstree e location nel nord della California, ma l'idea alla fine è stata accantonata. Tuttavia, alcuni esterni sono stati realizzati intorno allo Skywalker Ranch, alla cascata Burney Falls vicino al Monte Shasta, e alla cascata Powerscourt in Irlanda. Il governo cinese ha rifiutato a Lucas la possibilità di una breve ripresa in esterni, così Lucas ha inviato un gruppo di fotografi nel sud della Cina per fotografare uno scenario specifico, che è stato poi utilizzato per le riprese in chroma key. Il parco nazionale del Tongariro in Nuova Zelanda è stato scelto per ospitare il castello di Bavmorda.

### Effetti visivi
La Industrial Light & Magic di Lucasfilm ha realizzato le sequenze degli effetti visivi. La sceneggiatura prevedeva che Willow ripristinasse Fin Raziel (Patricia Hayes) alla sua forma umana, passando prima da capra a uno struzzo, un pavone, una tartaruga e infine una tigre, prima di riportarla alla normalità. Per questa scena, il supervisore Dennis Muren prese in considerazione l'idea di utilizzare l'animazione in stop motion. Spiegò anche che un altro modo tradizionale e pratico alla fine degli anni '80 per eseguire questa sequenza sarebbe stato attraverso l'uso della dissolvenza ottica con tagli in varie fasi.
Muren trovò sia lo stop motion che gli effetti ottici troppo impegnativi dal punto di vista tecnico, e decise che la scena della trasformazione sarebbe stata un'opportunità perfetta per creare progressi con la tecnologia del morphing. Propose quindi di filmare ogni animale, oltre alla controfigura della Hayes, e poi di inserire le immagini in un programma per computer sviluppato da Doug Smythe: Il programma avrebbe quindi creato una transizione graduale da una fase all'altra prima di restituire il risultato su pellicola. Smythe iniziò lo sviluppo del software necessario nel settembre 1987. Nel marzo 1988, Muren e il collega designer David Allen raggiunsero quella che avrebbe rappresentato una svolta per le immagini generate al computer. Le tecniche sviluppate per la sequenza sono state successivamente utilizzate dalla ILM per Indiana Jones e l'ultima crociata, Terminator 2 - Il giorno del giudizio e Rotta verso l'ignoto. Wes Takahashi, capo del dipartimento di animazione della ILM, supervisionò le sequenze di animazione del film.

## Colonna sonora
La colonna sonora del film è stata composta da James Horner ed eseguita dalla London Symphony Orchestra.
(James Horner)
Influenze eclettiche nella colonna sonora includono Glagolitic Mass di Leoš Janáček, Requiem di Mozart, Cantata profana di Béla Bartók, Danza araba del Peer Gynt di Edvard Grieg, e composizioni di Sergej Prokof'ev. La traccia Willow's Theme contiene di proposito una rielaborazione/alterazione di una parte del tema del primo movimento (Lebhaft) della Sinfonia n. 3 di Robert Schumann, mentre Elora Danan contiene un riferimento alla canzone popolare bulgara Mir Stanke Le (Мир Станке ле).
1. Elora Danan – 9:47
2. Escape from the Tavern – 5:06
3. Willow's Journey Begins – 5:28
4. Canyon of Mazes – 7:53
5. Tir Asleen – 10:49
6. Willow's Theme – 3:57
7. Bavmorda's Spell is Cast – 18:13
8. Willow the Sorcerer – 11:57

## Accoglienza

### Incassi
Il film è stato presentato fuori concorso al 41º Festival di Cannes, ed è stato distribuito negli Stati Uniti d'America il 20 maggio 1988 in 1 209 sale, guadagnando 8300169 $ nel weekend di apertura, piazzandosi al primo posto al botteghino del fine settimana. Lucas sperava che avrebbe guadagnato tanto quanto E.T. l'extra-terrestre, ma il film affrontò la concorrenza di Mr. Crocodile Dundee 2, Big e Rambo III. L'incasso statunitense e canadese arrivò a 57269863 $, non fu quindi il blockbuster che gli addetti ai lavori avevano previsto. Il film uscì in Giappone a luglio e incassò 16700000 $ nelle prime sette settimane, risultando il maggior incasso della MGM in Giappone all'epoca. Anche nel resto del mondo gli incassi andarono bene, arrivando a 80300000 $, per un totale mondiale di 137600000 $. Ai profitti si aggiunse un forte ritorno sia in home video che nei passaggi televisivi.

### Critica
Willow ha ottenuto recensioni contrastanti da parte della critica. Sull'aggregatore Rotten Tomatoes ha un indice di gradimento del 51% con un voto medio di 5,9 su 10 sulla base di 55 recensioni professionali. Il consenso della critica recita: «Effetti speciali all'avanguardia e un'interpretazione accattivante di Warwick Davis non possono del tutto salvare Willow dal suo ritmo lento e dalla sua storia generica». Su Metacritic ha un punteggio di 47 su 100 basato su 12 recensioni professionali, corrispondente a «recensioni miste o nella media».
Janet Maslin del The New York Times ha elogiato la narrazione di Lucas, ma ha criticato la regia di Ron Howard («Sembra che Howard abbia avuto le mani impegnate nello sfruttare semplicemente gli effetti speciali»). Desson Thomson di The Washington Post ha paragonato Willow alla simile avventura fiabesca La storia fantastica di Rob Reiner (in cui anche il direttore della fotografia Adrian Biddle ha lavorato), affermando che «È una cosa triste criticare Lucas, creatore di la trilogia di Guerre stellari e I predatori dell'arca perduta, per aver dimenticato i trucchi dell'intrattenimento». Mike Clark di USA Today ha descritto lo scontro tra il Bene e il Male come «i Led Zeppelin che incontrano Il mucchio selvaggio». Roger Ebert ha conferito al film 2,5 stelle su 4, apprezzando la fattura degli effetti speciali ma giudicando la storia e i personaggi non rivoluzionari.

## Riconoscimenti
- 1989 - Premio Oscar[31]
  - Candidatura ai migliori effetti speciali a Dennis Muren, Michael McAlister, Phil Tippett e Chris Evans
  - Candidatura al migliore montaggio sonoro a Ben Burtt e Richard Hymns
- 1989 - Premio Hugo
  - Candidatura per la miglior rappresentazione drammatica
- 1989 - Young Artist Award
  - Candidatura al miglior film per famiglie drammatico
  - Candidatura al miglior attore emergente a Warwick Davis
- 1990 - Saturn Award
  - Migliori costumi a Barbara Lane
  - Candidatura per il miglior film fantasy
  - Candidatura per la migliore attrice non protagonista a Jean Marsh
  - Candidatura per il miglior attore emergente a Warwick Davis
  - Candidatura per i migliori effetti speciali a John Richardson
- 1988 - Razzie Awards[32]
  - Candidatura al peggior attore non protagonista a Billy Barty
  - Candidatura alla peggior sceneggiatura a Bob Dolman

## Altri media

### Giochi da tavolo
La Goldberg Associates ha sviluppato il gioco da tavolo The Willow Game (Greg Costikyan, 1988) e un supplemento per giochi di ruolo The Willow Sourcebook (Allen Varney, 1988), entrambi pubblicati dalla Tor Books. Un altro gioco da tavolo Willow (1988) è stato pubblicato dalla Parker Brothers.

### Videogiochi
Tre videogiochi vennero tratti con licenza ufficiale dal film. Nel 1988, Mindscape ha pubblicato Willow, un gioco d'azione per i computer Amiga, Atari ST, Commodore 64 e MS-DOS. Capcom ha pubblicato due diversi giochi nel 1989: il primo, Willow, è un arcade di tipo platform con qualche elemento da videogioco di ruolo per le sale giochi, mentre il secondo è un gioco di ruolo con visuale dall'alto per la console NES.

### Romanzi
Lo scrittore Wayland Drew ha ricavato un romanzo dalla sceneggiatura del film, fornendo ulteriori informazioni riguardo a diversi personaggi principali e varie scene aggiuntive, tra cui un incontro con un mostro nel lago vicino all'isola di Fin Raziel. Tale scena è stata girata, ma infine scartata dal montaggio finale del film; un segmento di materiale filmato di quella scena può essere visto negli extra del DVD e del Blu-ray.
Un adattamento a romanzo del film è stato pubblicato in Italia da Mondadori nel 1988, tradotto da Andrea Molesini.
George Lucas ha delineato la trilogia di Chronicles of the Shadow War (Cronache della guerra dell'ombra) come seguito del film, e ha assunto il fumettista e scrittore Chris Claremont per adattarli in una serie di libri. Gli eventi si svolgono circa quindici anni dopo il film, e hanno come protagonista l'adolescente Elora Danan.
1. La luna d'ombra, traduzione di Simona Garavelli e Laura Grassi, Cornaredo, Armenia, 22 settembre 2005,  p. 507, ISBN 978-88-344-1812-3.
(EN) Shadow Moon, New York, Bantam Spectra, 1995,  p. 464, ISBN 0-553-57285-7.
2. (EN) Shadow Dawn, New York, Bantam Spectra, 1996,  p. 528, ISBN 0-553-57289-X. (inedito in lingua italiana)
3. (EN) Shadow Star, New York, Bantam Spectra, 2000,  p. 544, ISBN 0-553-57288-1. (inedito in lingua italiana)

### Serie televisiva
Le riprese della serie sono iniziate il 3 giugno 2021 in Galles. La serie è stata lanciata su Disney+ internazionalmente a partire dal novembre 2022. Dopo alcune settimane di accoglienza tiepida, è stata diffusa la voce di una possibile cancellazione, smentita in seguito. Tuttavia, il 26 maggio 2023, in occasione del parziale sfoltimento del catalogo internazionale di Disney+, la serie viene rimossa dalla piattaforma in tutto il mondo.